# Détermination orbitale
En mécanique céleste du Système solaire, un objet, planète, planète naine ou petit corps indépendant (astéroïde ou comète), peut en bonne première approximation, et la plupart du temps, être considéré comme seulement soumis à la seule force de gravitation du Soleil. La prise en compte des autres masses gravitationnelles, au premier rang desquelles l'influence de la planète Jupiter, est un raffinement qui n'est actuellement permis que pour de grands centres de calcul ; ils ne sont réellement nécessaires pour la navigation astronautique tout comme la prévision à long terme des trajectoires des objets du Système solaire. Moyennant cette approximation dite képlerienne, c'est-à-dire suivant les lois de Kepler qui sont les solutions d'un problème à deux corps dans la mécanique newtonienne, celles-ci prédisent que la trajectoire d'un objet restant dans le Système solaire, c'est-à-dire son orbite, est une ellipse. Il s'agit donc, d'une part de situer cette orbite elliptique en 3 dimensions, et d'autre part de positionner l'objet sur cette ellipse.
Ce processus quantitatif préliminaire, dit de détermination orbitale, consiste ainsi à déterminer à partir d'observations, les valeurs numériques des six éléments orbitaux qui décrivent l'orbite du corps céleste observé, toujours dans le cadre de la mécanique képlerienne, à savoir :
{\displaystyle \Omega }, longitude du nœud ascendant ;
{\displaystyle i}, inclinaison orbitale ;
{\displaystyle a}, demi-grand axe ;
{\displaystyle e}, excentricité orbitale ;
{\displaystyle \omega }, argument du périastre ;
{\displaystyle t_{0}}, un des moments, en date et heure, de passage au périastre.
La difficulté de ce procédé découle du fait qu'une observation nous donne uniquement la direction du corps céleste par rapport à l'observateur et aucune information quant à la distance qui sépare ce corps de l'observateur.
La position de l'objet dans l'espace est alors inconnue et les composantes de la vitesse de ce même objet sont également indéterminées. Il est alors nécessaire d'effectuer des observations supplémentaires à d'autres moments pour augmenter la quantité d'information disponible.
Considérons les coordonnées cartésiennes héliocentriques {\displaystyle x,\ y,\ z} du corps céleste.
Celles-ci sont liées aux éléments orbitaux par les relations :
{\displaystyle {\begin{matrix}x&=&r[\cos(v+\omega )\cos \Omega -\sin(v+\omega )\sin \Omega \cos i]\\y&=&r[\cos(v+\omega )\sin \Omega +\sin(v+\omega )\cos \Omega \cos i]\\z&=&r\sin(v+\omega )\sin i\end{matrix}}}
Les membres de droite de ces équations comportent tous les éléments orbitaux. {\displaystyle \Omega ,\ i} et {\displaystyle \omega } apparaissent explicitement alors que {\displaystyle a,\ e} et {\displaystyle t_{0}} sont représentés indirectement au travers des variables :
{\displaystyle r}, distance de l'astre, et
{\displaystyle v}, angle du rayon astre-corps en orbite avec l'axe principal de l'ellipse, orienté vers le périastre.
Le passage des coordonnées héliocentriques écliptiques aux coordonnées géocentriques écliptiques s'effectue par les relations :
{\displaystyle {\begin{matrix}\xi ^{\prime }&=&x+X\\\eta ^{\prime }&=&y+Y\\\zeta ^{\prime }&=&z+Z\end{matrix}}}

où {\displaystyle X,Y,Z} sont les coordonnées écliptiques géocentriques du Soleil,
c'est-à-dire des paramètres connus, et {\displaystyle \xi ^{\prime },\ \eta ^{\prime },\ \zeta ^{\prime }} sont
les coordonnées géocentriques écliptiques du corps céleste
{\displaystyle {\begin{matrix}\xi ^{\prime }&=&\rho \cos \lambda \cos \beta \\\eta ^{\prime }&=&\rho \sin \lambda \cos \beta \\\zeta ^{\prime }&=&\rho \sin \beta \end{matrix}}}

où {\displaystyle \lambda } et {\displaystyle \beta } sont la longitude et la latitude du
corps respectivement et {\displaystyle \rho } représente la distance du corps céleste
à la Terre i.e la distance géocentrique qui est un paramètre
inconnu. Cependant, les positions apparentes d'un corps céleste sont
habituellement obtenues en mesurant les écarts angulaires par rapport
aux étoiles voisines supposées fixes. Puisque les positions des étoiles
sont cataloguées en ascension droite et déclinaison, i.e les
coordonnées géocentriques équatoriales, les résultats des observations
d'un corps céleste sont également donnés dans ces coordonnées.
Il est alors nécessaire de passer du repère équatorial au repère
écliptique. Cette transition s'effectue à l'aide des relations
trigonométriques suivantes (trigonométrie sphérique).
{\displaystyle {\begin{matrix}\cos \beta \cos \lambda &=&\cos \delta \cos \alpha \\\cos \beta \sin \lambda &=&\sin \epsilon \sin \delta +\cos \epsilon \cos \delta \sin \alpha \\\sin \beta &=&\cos \epsilon \sin \delta -\sin \epsilon \cos \delta \sin \alpha \end{matrix}}}
où {\displaystyle \epsilon } correspond à l'inclinaison du plan équatorial par rapport à l'écliptique. Ces dernières équations nous donnent :
{\displaystyle \tan \lambda ={\frac {\sin \epsilon \sin \delta +\cos \epsilon \cos \delta \sin \alpha }{\cos \delta \cos \alpha }}}
Cette dernière équation permet de déterminer la longitude {\displaystyle \lambda }. On déduit également la latitude {\displaystyle \beta }. Par substitutions, on obtient :
{\displaystyle {\begin{matrix}\rho \cos \lambda \cos \beta &=&r[\cos(v+\omega )\cos \Omega -\sin(v+\omega )\sin \Omega \cos i]-X\\\rho \sin \lambda \cos \beta &=&r[\cos(v+\omega )\sin \Omega -\sin(v+\omega )\cos \Omega \cos i]-Y\\\rho \sin \beta &=&r\sin(v+\omega )\sin i-Z\end{matrix}}}
La distance héliocentrique {\displaystyle r} est liée à la distance géocentrique {\displaystyle \rho }.
Ces équations représentent donc un système de trois équations à sept inconnues, les six éléments orbitaux et la distance géocentrique {\displaystyle \rho } ; les autres quantités, {\displaystyle \lambda ,\ \beta ,\ X,\ Y} et {\displaystyle \ Z} étant toutes connues.
Ce système n'admettant pas de solution unique, on peut se poser la question de savoir quel est le nombre minimal d'observations qu'il est nécessaire d'effectuer pour être en mesure de résoudre le problème de la détermination orbitale d'un corps céleste.

## Nombre minimum d'observations
Il est établi qu'une observation menée en un temps {\displaystyle t_{1}} amène à résoudre un système de trois équations à sept inconnues, à
savoir :
{\displaystyle \Omega ,\ i,\ \omega ,\ a,\ e,\ t_{0},\ \rho _{1}}
Il est alors évident que deux observations menées aux temps {\displaystyle t_{1}} et {\displaystyle t_{2}} nous mèneront à un système de six équations à huit inconnues
{\displaystyle \Omega ,\ i,\ \omega ,\ a,\ e,\ t_{0},\ \rho _{1},\ \rho _{2}}
et de manière analogue, trois observations donneront un système de neuf équations à neuf inconnues
{\displaystyle \Omega ,\ i,\ \omega ,\ a,\ e,\ t_{0},\ \rho _{1},\ \rho _{2},\ \rho _{3}}
Dès lors, pour obtenir les éléments orbitaux, il est nécessaire d'effectuer une série de trois observations.